# Axel Oxenstiernas palats
Axel Oxenstiernas palats, eller Oxenstiernska palatset, är en flygelbyggnad till ett ursprungligen planerat palats vid Storkyrkobrinken 2 och Högvaktsterrassen i Gamla stan, Stockholm, ritad av arkitekten Jean de la Vallée för rikskanslern Axel Oxenstierna och började uppföras år 1653 och byggnaden stod klar på 1650-talet. Granne med slottet Tre kronor, på stadens mest prominenta tomt, lät rikskanslern Axel Oxenstierna uppföra ett palats, som fick sitt namn efter honom. 
Byggnaden är ett statligt byggnadsminne sedan 1935 och räknas som Stockholms första palats i romersk manierism och som ett av de la Vallées och även av den svenska byggnadskonstens mest betydande och välbevarade verk, framför allt vad gäller gatufasaderna. Palatset förvaltas av Statens fastighetsverk (SFV), och är sedan 1918 sammanbundet med det intilliggande Beijerska huset.

## Historik

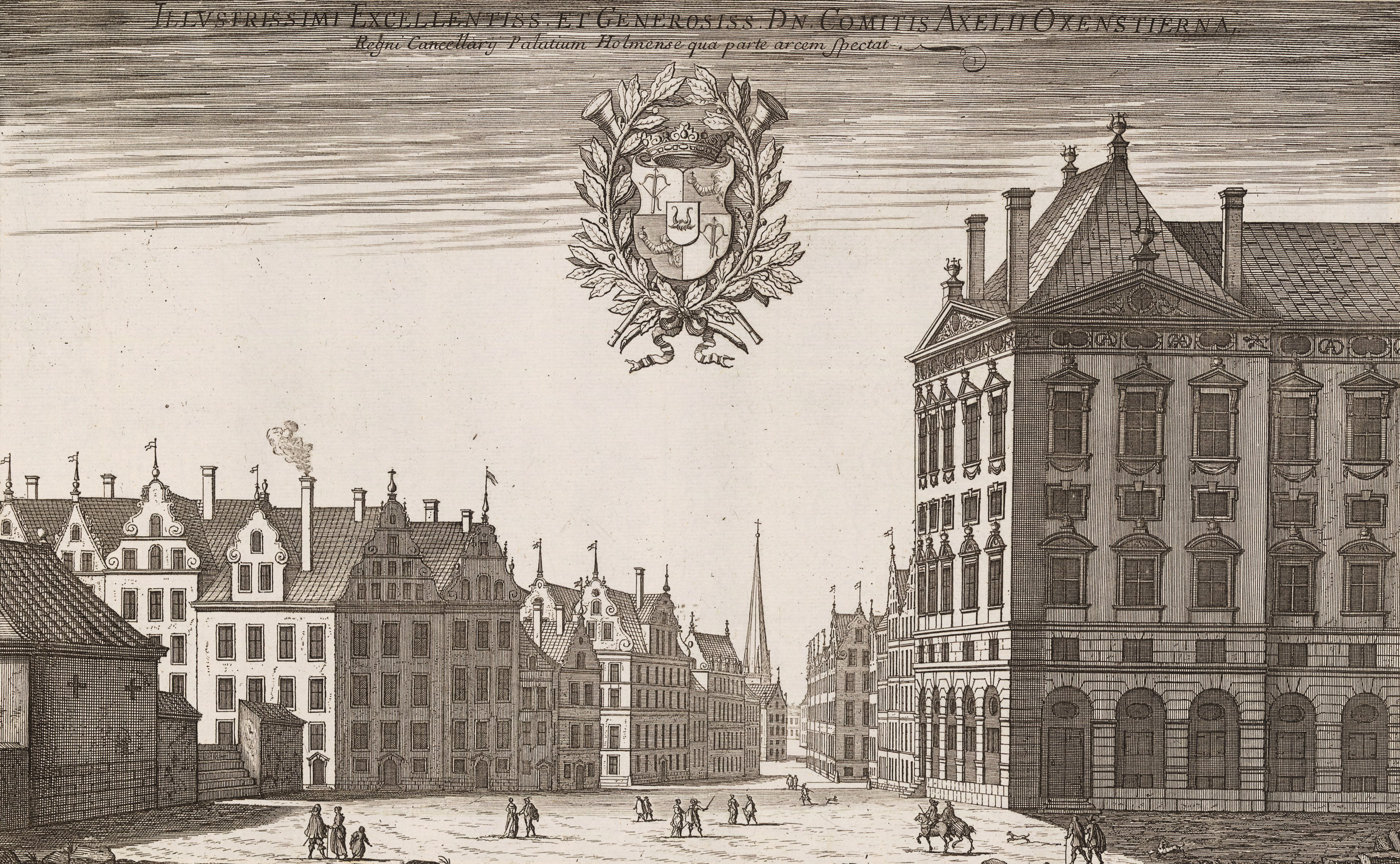
Axel Oxenstiernas palats enligt planen (till höger). Ur Suecia antiqua et hodierna.

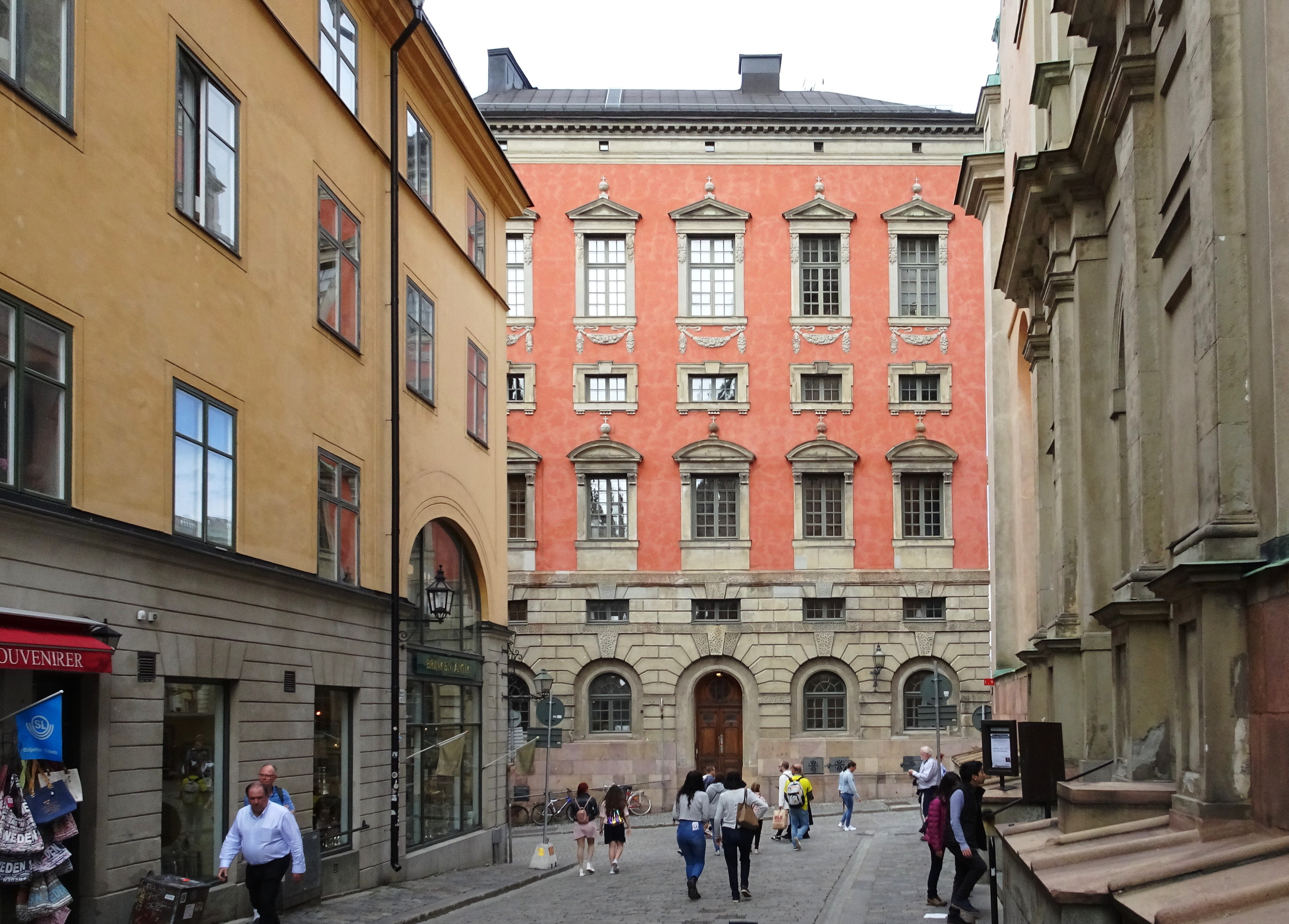
Fasad mot Trångsund, 2019.

Byggnaden var tänkt som en del av ett större palatskomplex, inordnat i de la Vallées slottsomgivningsplan för gamla slottet Tre Kronor. Byggnaden var avsedd att bli det planerade palatsets södra flygel, men efter att Axel Oxenstierna dog år 1654 och hans son Erik två år senare, avstannade byggandet och palatset fullbordades aldrig. Familjen Oxenstierna bodde aldrig i palatset.
Palatset blev under 1668–1680 säte för det då nybildade Riksens ständers bank, som senare kallades Riksbanken. Efter det att Riksbanken lämnade byggnaden 1680 och flyttade in i nya Södra Bankohuset (invigt 1682) har Oxenstiernska palatset inrymt en rad olika statliga institutioner, bland annat finansdepartementet.

## Arkitektur

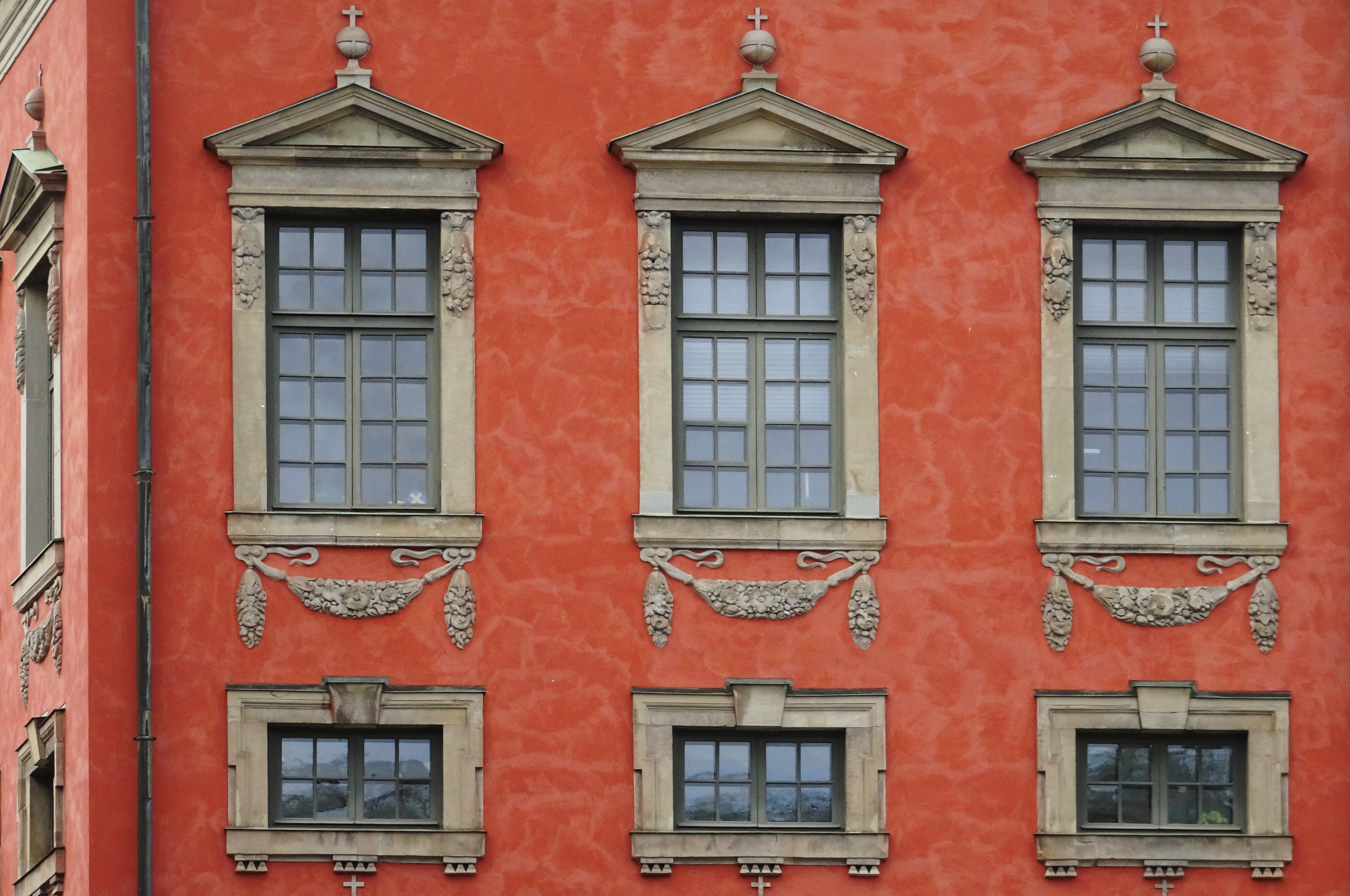
Fasaddetalj mot Högvaktsterrassen.

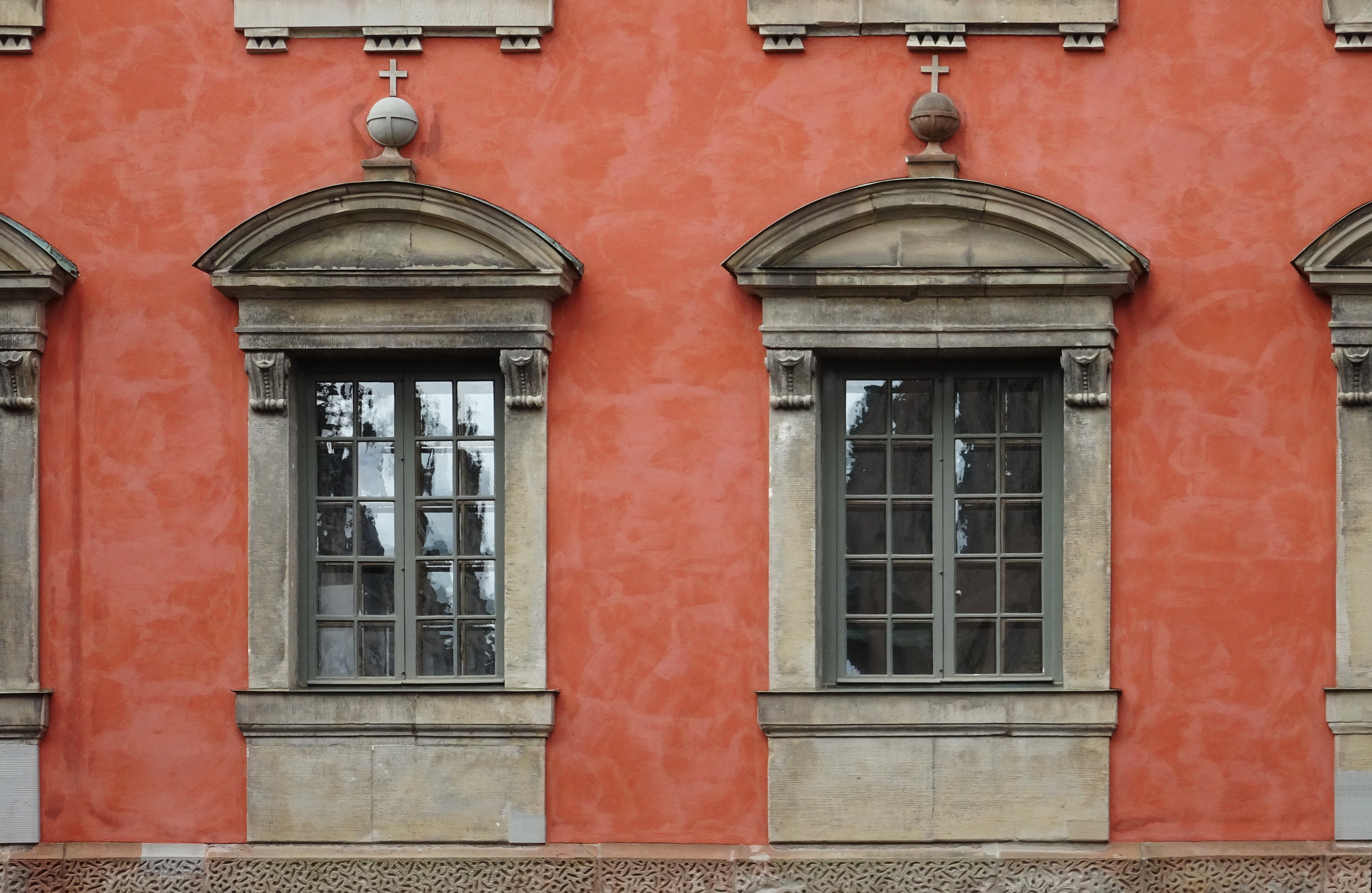
Fasaddetalj mot Trångsund.

Palatset är unikt bevarat framför allt till det yttre, där endast det ursprungligt höga taket har ersatts av ett flackare tak. För svensk byggnadskonst är palatset ett värdefullt och välbevarat exempel. Varannan våning är formad som en låg mellanvåning, mezzanin, vilket ger fasaden ett karaktäristiskt utseende. Palatsets fasader är varierade i grovt huggen sandsten och puts, som har kvar sin röda ursprungskulör. Även sockelvåning, fönsteromfattningar och ornament av fint huggen sandsten är intakta. 
Invändigt finns även många äldre byggnadsdetaljer kvar, till exempel 1600-talsdörrarna med dekorativa gångjärn. Byggnaden är välbevarad invändigt och planlösningen är i princip den ursprungliga. Orsaken till att palatset är så välbevarat har tillskrivits dels det långa statliga ägandet och det prestigefyllda läget alldeles invid det kungliga slottet, dels i att palatset redan från början fick hela fem våningar. Det normala stenhuset på 1600-talet byggdes med enbart två eller tre våningar.
Trots att Oxenstiernska palatset aldrig blev fullbordat enligt den ursprungliga planen räknas det som ett av de främsta verken av den kungliga arkitekten Jean de la Vallée. Det är Stockholms första palats som uppfördes i romersk manierism. Inom byggnadskonsten var det länge en grundläggande strävan att skapa symmetri. Tomten där Oxenstiernska palatset ligger är inte helt vinkelrät i förhållande till gränden Trångsund, som förbinder Storkyrkan med Stortorget, och där byggnaden utgör fond till Trångsund. 
För att tillgodose barockens krav på axialitet och samtidigt eliminera tomtens sneda sydlinje mot denna gränd, använde Jean de la Vallée skenperspektiv med snedställning av fönstren åt Storkyrkobrinken. Även porten och fönsteröppningarna är snett inskurna i fasaden. Fönsternischerna är snett inskurna i fasaden och byggda så att de är parallella med Trångsund, en skenperspektivisk konstruktion som lurar ögat så att fasaden trots tomtens sneda gräns uppfattas som rak.

## Fasadrenovering
Oxenstiernska palatset fasadrenoverades 2013 av Statens fastighetsverk. Efter renoveringen har den röda putsen samma kulör som palatset hade på 1600-talet. En tidigare upprustning av lokalerna genomfördes 1993–94. Vindsvåningen renoverades, huset fick nya installationer och efter en mindre ombyggnad även nya toaletter. Genom att gamla, igenmurade öppningar öppnades upp på nytt kopplades Oxenstiernska palatset och Beijerska huset samman i flera våningar. Efter fasadrenoveringen 2013 och efter färgundersökningar fick putsen en ljusare kulör.

## Interiörer

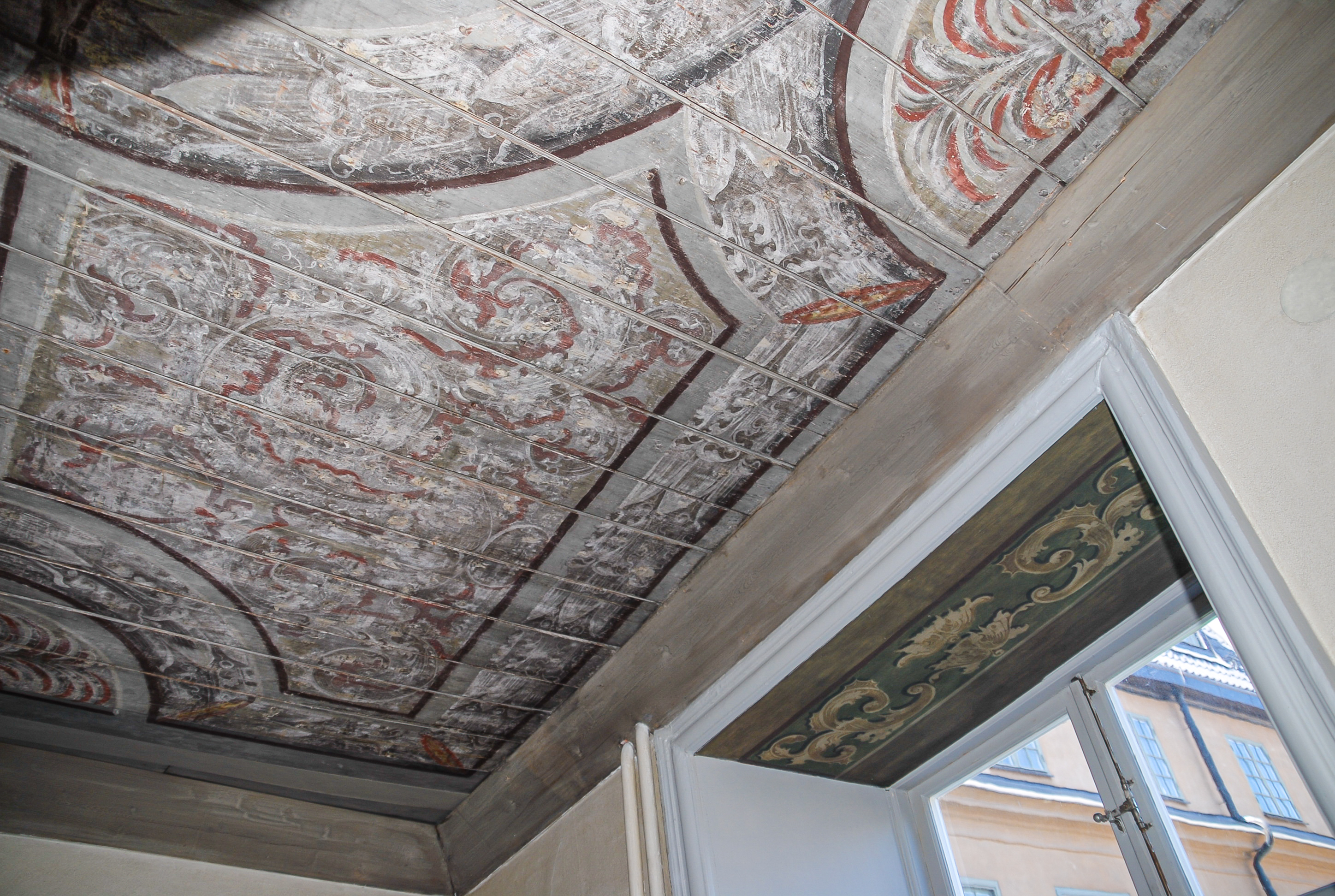
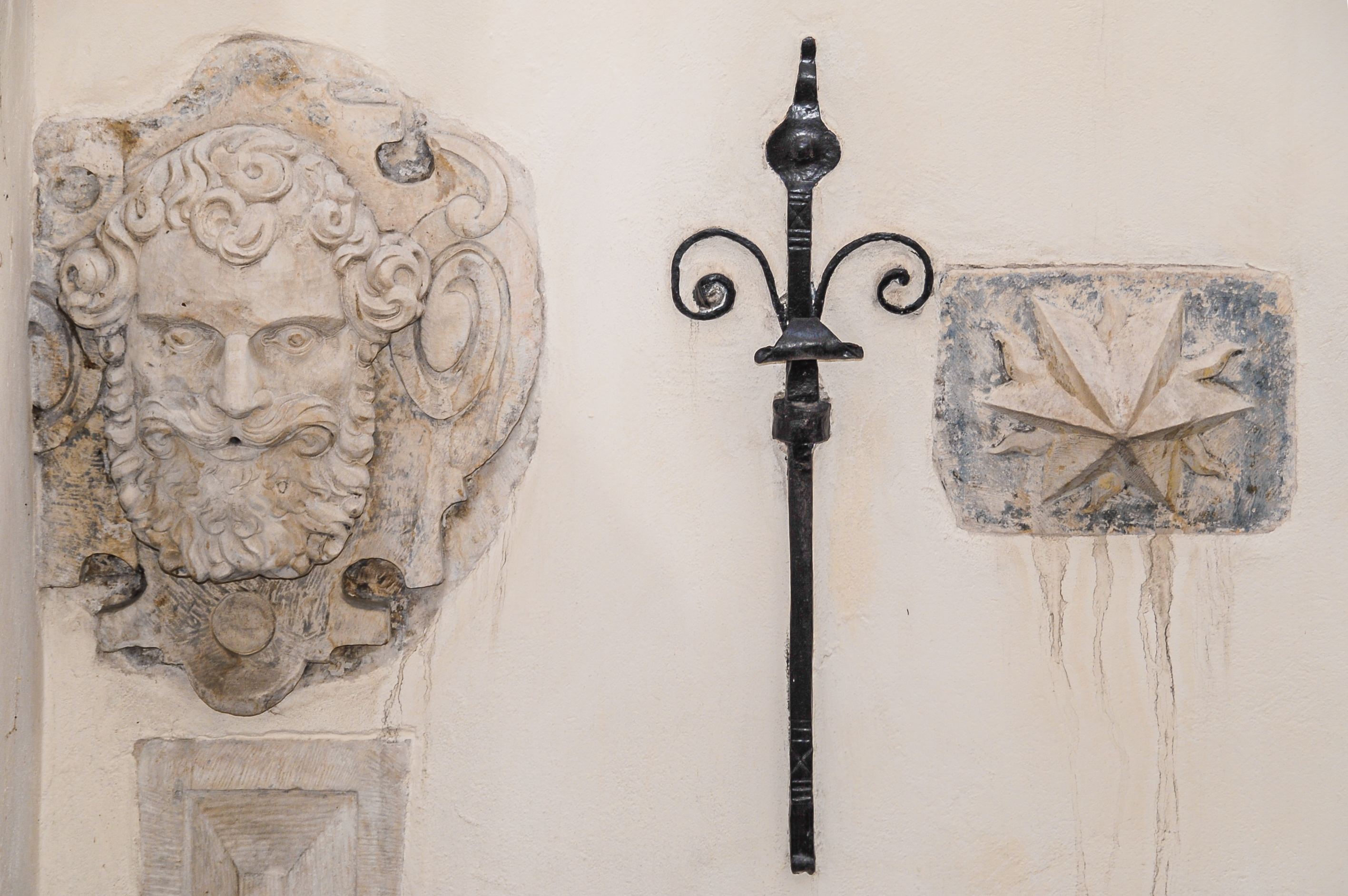
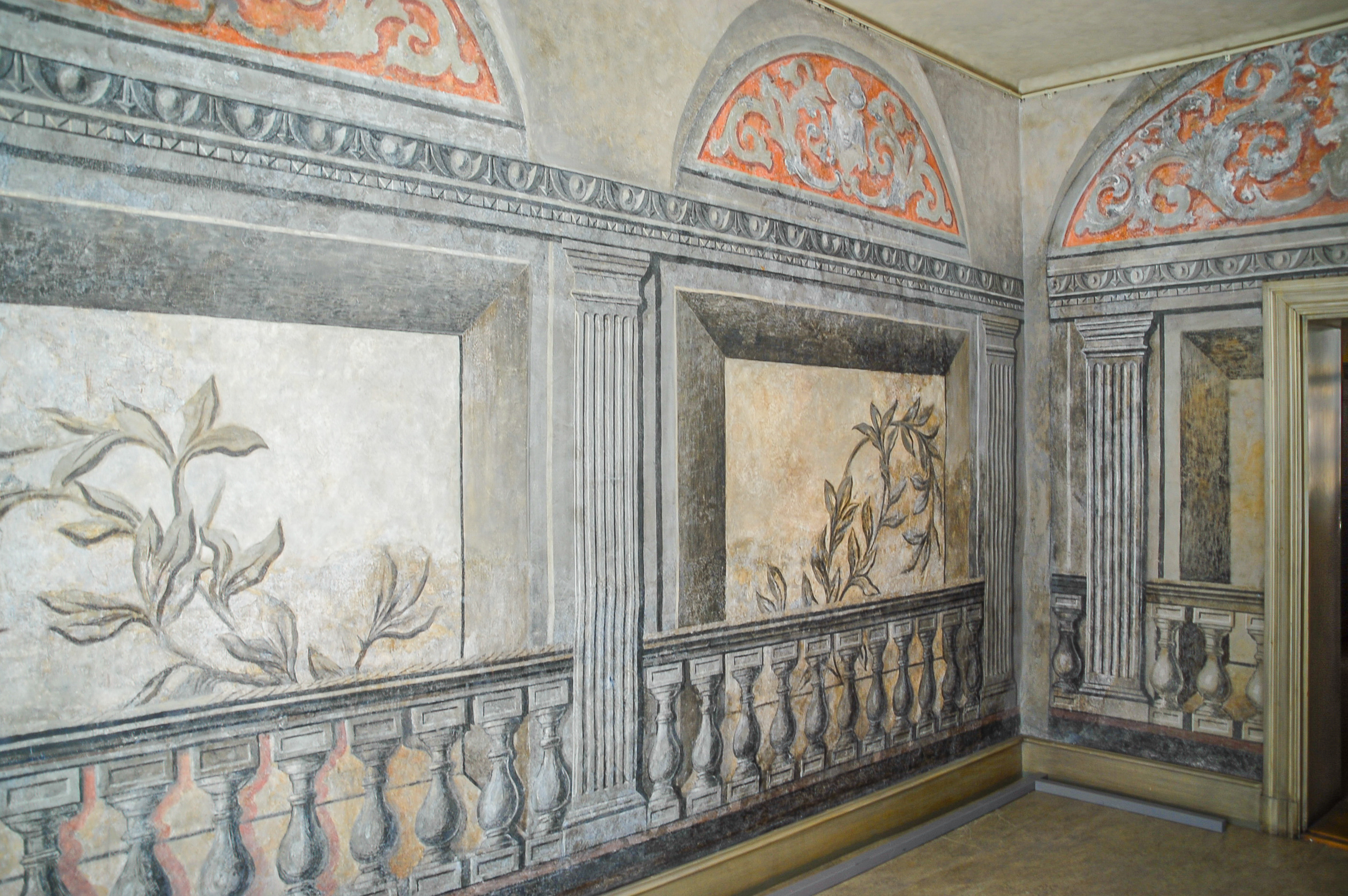
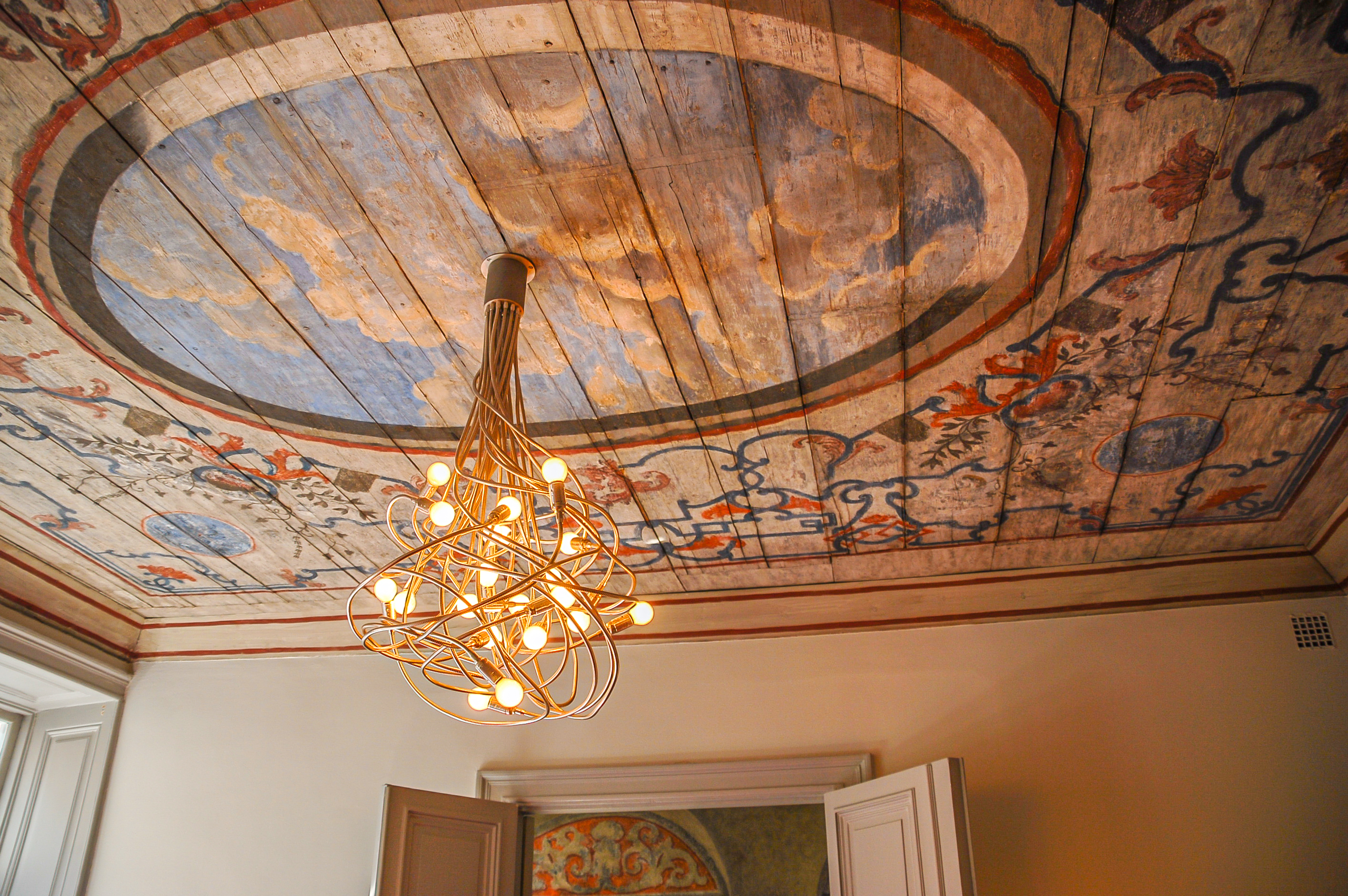